# Ireneo Miguens
Ireneo Miguens fue un comisario de la policía de la provincia de Buenos Aires que desempeñó un importante papel en la revolución en junio de 1880.

## Biografía
Ireneo Miguens (o Irineo) nació en la ciudad de Buenos Aires en 1842. Joven aún, ingresó a la policía y el 4 de septiembre de 1871 fue nombrado comisario del mercado "6 de Junio" siendo transferido meses más tarde al Departamento Central.
En 1873 estuvo al frente de las investigaciones del atentado contra el presidente Domingo Faustino Sarmiento del 23 de agosto de 1873, para cuyo fin debió trasladarse a Montevideo en persecución de uno de los instigadores, Aquiles Segabrugo (a) "El Austríaco". Tras comprobar que había sido ejecutado por el doctor jordanista Carlos Querencio, Miguens obtuvo del cuarto del asesinado sus maletas y subió a bordo del vapor que lo conduciría de regreso. A medianoche la nave fue abordada por la tripulación de El Porteño de los revolucionarios entrerrianos comandada por el coronel Vergara quienes recuperaron las valijas.
En 1874 recibió una medalla de plata por su valiente comportamiento en un incendio. En 1877 se hizo cargo de la comisaría 9°.
Durante los sucesos que desembocarían en la revolución de 1880, Miguens apoyó firmemente al gobierno de la provincia de Buenos Aires encabezado por Carlos Tejedor. Junto al coronel José Inocencio Arias y al comisario Naón fueron los responsables de la operación de desembarco de armas que se convirtió en el primer enfrentamiento armado del conflicto con el gobierno nacional.
Al estallar la revolución en junio de 1880, con el grado de teniente coronel mandó el batallón N° 4 de Infantería de Policía Vigilantes con 969 hombres organizados en 5 batallones:
- 1º Batallón Municipal o de Policía de Buenos Aires, al mando directo de Miguens secundado por B. Herrera. Contaba con 232 hombres (2 jefes, 13 oficiales, 217 de tropa) armados con Remington.
- 2º Batallón de Policía de Buenos Aires o Piquete de Gendarmes (policías montados que actuaron como infantería) al mando del comandante G. Segovia, contaba con 81 hombres armados con Remington y Mauser.
- 3º Batallón de Policía de Buenos Aires al mando de Eliseo Acevedo y J.Dantas, con 244 hombres armados de fusiles Remington y Mauser.
- 4º Batallón de Policía de Buenos Aires al mando del mayor Vila secundado por F. Miguens, con 130 hombres organizados en 4 compañías armados con fusiles Mauser.
- 5º Batallón de Bomberos de Policía de Buenos Aires al mando de Floro Latorre, con 282 hombres armados con fusiles Remington.

A las órdenes del coronel José Inocencio Arias peleó bravamente en las batallas de Puente Alsina y los Corrales.
Fracasado el movimiento, en diciembre de 1880 fue dejado cesante junto a numeroso personal de la repartición.
Falleció hacia 1887. Estaba casado con Narcisa Roldán, quien recién en 1905 obtuvo una pensión mensual de cien pesos moneda nacional por el término de diez años.